# Leptophylax gracilis
Leptophylax gracilis är en nattsländeart som beskrevs av Banks 1900. Leptophylax gracilis ingår i släktet Leptophylax och familjen husmasknattsländor. Inga underarter finns listade i Catalogue of Life.